# 6825 Ірвайн
6825 Ірвайн (6825 Irvine) — астероїд головного поясу, відкритий 4 жовтня 1988 року.
Тіссеранів параметр щодо Юпітера — 3,686.